# Llacuna Copaida

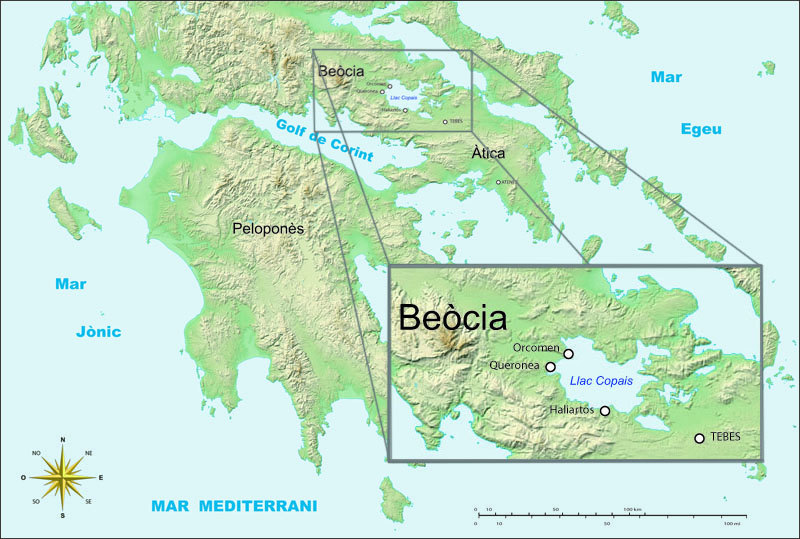
Localització de la llacuna Copaida abans de ser drenada al.

La llacuna Copaida (grec antic: Κωπαΐς, Kōpaís; en grec modern: Κωπαΐδα, Kopáida), de vegades anomenada també llacuna Cefísia, va ser un extens llac pantanós d'entre 3 a 5 metres de profunditat i una superfície d'uns 328 km² situat a la regió de Beòcia, al centre de Grècia. El llac presentava un règim hídric variable, de manera que romania reduït a una sèrie d'estanys i maresmes fangosos durant l'estiu, fins que era reomplert per les pluges de tardor. La llacuna fou el llac més gran de Grècia fins al segle xix, quan va ser totalment dessecat, i així nasqué l'actual planura agrícola anomenada Kopaida.

## Situació geogràfica
La llacuna Copaida era situada a la regió de Beòcia, al centre de Grècia i a la seva riba s'hi trobaven les ciutats d'Haliart, Orcomen i Queronea.

## Origen geològic
Per causa d'una falla en l'escorça terrestre es provocà un enfonsament de la planura Copaida, que s'omplí gradualment amb l'estancament dels rius que hi transitaven. De resultes d'això es formà un extens llac que es veia envoltat de muntanyes calcàries. La dissolució i sedimentació del material d'erosió provinent de les muntanyes calcàries elevà gradualment el llac fins a situar-lo al nivell de la xarxa d'esquerdes càrstiques.
De resultes d'això les fissures formaren canals subterranis que desembocaven les aigües de la llacuna Copaida fins a la mar. Aquestes fissures es trobaven al sector est de la conca i sobretot en la part nord-oriental, on el llac era més profund i estava més a prop del mar. A partir de llavors, el lloc esdevingué un extens llac pantanós de règim variable i de poca profunditat, entre els 3 i els 5 metres.

## Característiques hídriques

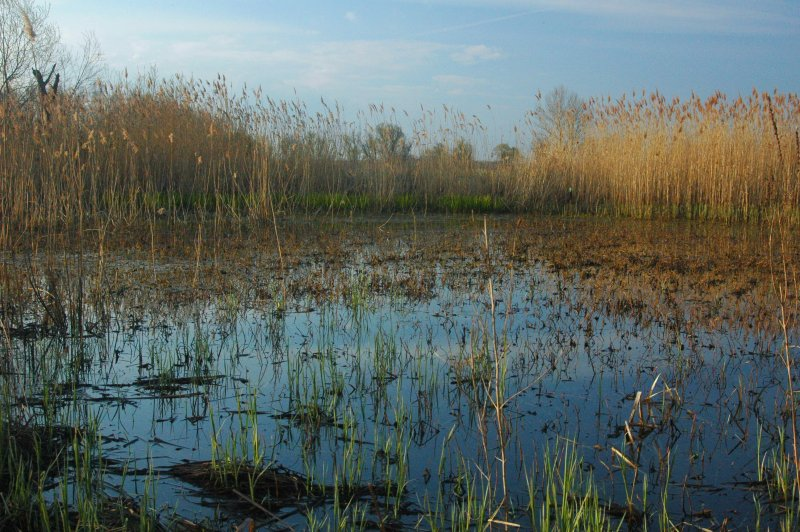
Imatge d'uns aiguamolls

El principal afluent del llac era el riu Cefís, que actualment travessa la conca en un canal artificial fins a desaiguar al llac d'Hílice. Abans del segle xix, el riu, que sortia a Larimna, devia entrar a la "katabothra" anomenada Bynia.
Per l'evacuació pels canals subterranis i a la intensa evaporació estival el llac s'assecava gradualment quedant reduït a uns aiguamolls pantanosos i fangosos en el sector oriental, mentre que la zona occidental podia ser objecte d'un fàcil trànsit i d'una important activitat agrícola.
Les pluges de tardor elevaven de nou el nivell del llac, de manera que la riba avançava gradualment cap a l'oest fins a reomplir novament el llac. D'aquesta manera es repetia el cicle que alternava el llac de l'hivern i la reduïda maresma estival.
La conca és situada a 94 metres sobre el nivell de la mar, de manera que el nivell de les aigües no devia superar els 97 metres sobre el nivell de la mar. Per tant, es generava una superfície màxima estimada de 328 km², que convertí el la llacuna en el llac més gran de Grècia fins al segle xix.

## La llacuna Copaida en la literatura i la mitologia clàssica

Situació de la llacuna Copaida a Beòcia.

Homer i altres autors clàssics es refereixen a la llacuna Copaida amb el nom de llacuna Cefísia, a causa del riu Cefís que hi desembocava. Per contra, sembla que Estrabó argüeix que l'expressió es referia no a la llacuna Copaida, sinó al petit llac situat més cap a l'est, el llac d'Hílice, situat a uns 7 km al nord de Tebes i Antèdon.
Una llegenda afirma que el llac va ser creat per l'heroi Hèracles quan lluitava contra la tribu dels mínies liderada per Mínias, pare d'Orcomen (fill de Mínias). La llegenda fou recollida per Diodor de Sicília de la següent manera: "A la Beòcia (...) obstruí el corrent d'un riu que fluïa prop de la ciutat d'Orcomen, convertint tota la regió en un pantà (la llacuna Copaida)". Poliè el Macedoni afegeix que Hèracles va crear el llac amb l'objectiu d'aturar l'avenç de la cavalleria dels mínies.
Els escrits de Pausànies i Aristòfanes documenten que en l'antiguitat clàssica la llacuna Copaida era coneguda per la qualitat del seu peix i en particular de les anguiles.

## Aprofitament agrícola i drenatge

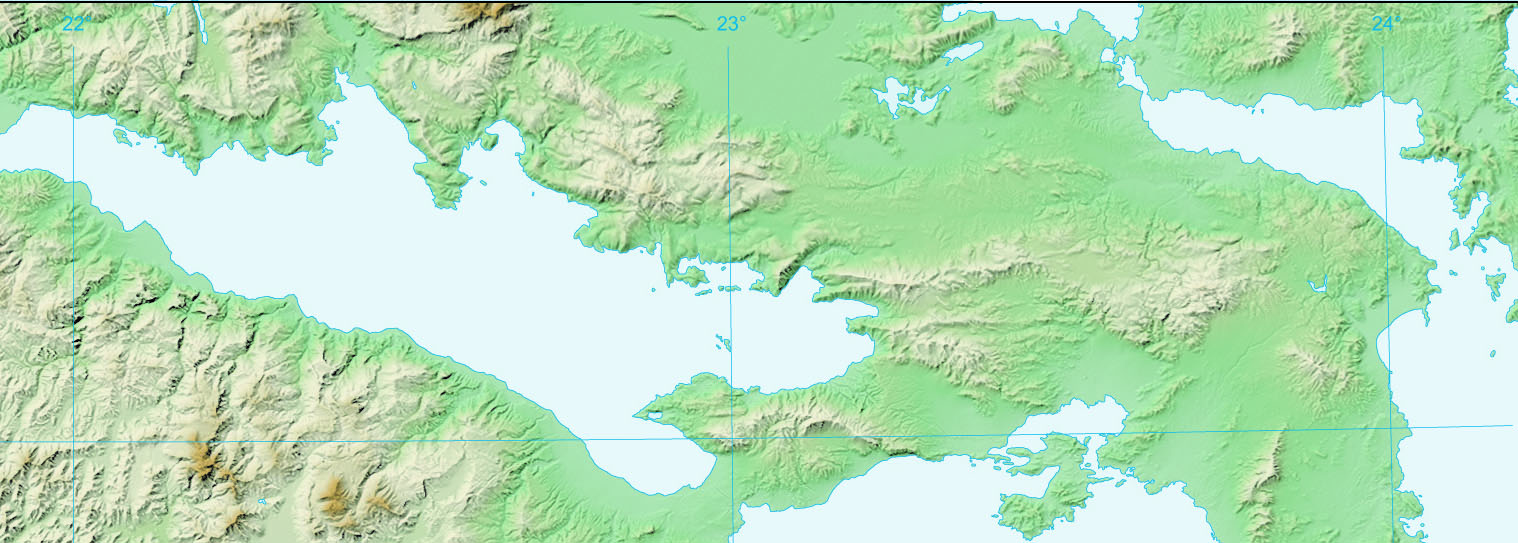
Mapa actual de la regió ocupada per la llacuna Copaida

Els intents per drenar el llac i extreure'n un aprofitament agrícola daten d'antic: alguns dels canals ja foren esmentats en el segle i per l'escriptor Estrabó que cita els treballs fets per un enginyer durant el regnat d'Alexandre el Gran. Excavacions modernes també han revelat nombrosos canals creats al segle xiv aC, que drenaven l'aigua cap al nord-est
El llac podia generar una gran planura altament fèrtil, i per això, entre els anys 1867 i 1887, enginyers francesos i escocesos reclamaren la terra per a la companyia britànica Lake Copais Ltd. i construïren canals per drenar l'aigua cap al llac d'Hílici. En total, 200 km² foren reclamats. Aquestes terres foren retornades al govern grec l'any 1952